# Infinito
Infinito is het 21e album van Michel Huygen, opgenomen in 1993/1994 in de "Neuronium studio" in Barcelona.  Huygen herdenkt hiermee zijn vrienden die slachtoffer zijn geworden van ongeneeslijke ziekten zoals aids en kanker. "Met de aanschaf van deze cd vecht je direct tegen de ergste plaag van onze eeuw: aids"; aldus de hoestekst. Volgens Huygen verblijven deze vrienden in de wereld van Infinito (Het oneindige; eeuwigheid). Op de cd is de karakteristieke roze strik (symbool voor aidsbestrijding) afgedrukt als ook het telefoonnummer van Fundación Anti-Sida España.
Opnieuw zorgde Tomás C. Gilsanz voor de afbeeldingen in het boekwerkje. 

## Musici
Huygen speelt alle instrumenten; behalve de citer op Aeternitas (Luis Paniagua).

## Muziek
| Nr. | Titel                                     | Duur  |
| --- | ----------------------------------------- | ----- |
| 1.  | The wave (Venezia) (Huygen)               | 3:10  |
| 2.  | The cosmic call (Huygen)                  | 4:08  |
| 3.  | Too many friends (Huygen)                 | 4:56  |
| 4.  | The positive killer (Huygen)              | 10:40 |
| 5.  | El sexo herido (the wounded sex) (Huygen) | 3:10  |
| 6.  | Hasta siempre (Huygen)                    | 3:41  |
| 7.  | Aeternitas (Huygen)                       | 19:07 |